# Fleet de Boston
Le Fleet de Boston, auparavant l'équipe de Boston est une équipe professionnelle féminine de hockey sur glace basée à Boston au Massachusetts. Elle est l'une des six équipes originelles de la Ligue professionnelle de hockey féminin (LPHF).

## Histoire
Le 29 août 2023, il est annoncé que l'une des six premières équipes de la LPHF serait située à Boston. Deux jours plus tard, le 1er septembre, Danielle Marmer, ancienne entraîneuse adjointe au développement des joueurs et à la recherche de talents des Bruins de Boston, est nommée première directrice générale de l'équipe,.
Le 15 septembre, Courtney Birchard-Kessel (en), ancienne entraîneuse-chef associée du hockey sur glace féminin des Terriers de Boston et entraîneuse-chef de l'équipe canadienne médaillée d'or au Championnat du monde féminin moins de 18 ans de hockey sur glace 2023, est nommée entraineuse-cheffe de l'équipe,.
Hilary Knight, Megan Keller et Aerin Frankel, trois membres de l'équipe des États-Unis féminine de hockey sur glace, sont les trois premières joueuses officielles de l'équipe de Boston. L'annonce, faite le 7 septembre 2023, indique la signature de contrats d'une durée de trois ans. Toutes les trois ont déjà joué à Boston : Frankel avec les Huskies de Northeastern, Keller avec les Eagles de Boston College et Knight avec les Blades de Boston de la LCHF et le Pride de Boston de la FPH.
Le 18 septembre, lors du repêchage 2023 de la LPHF, l'équipe de Boston sélectionne 15 joueuses. Son premier choix, sélectionné au troisième rang au total, est Alina Müller, une attaquante suisse, qui devient la première joueuse européenne de l'histoire de la ligue.
Les couleurs, vert forêt, gris et blanc, ainsi que les maillots de l'équipe sont officiellement dévoilés le 14 novembre 2023. L'équipe porte le maillot vert lors de ses matchs à domicile et le blanc lors de ses matchs à l'extérieur,.
La LPHF annonce le 28 novembre 2023 que les matchs de l'équipe se tiendront au Centre Tsongas de l'université du Massachusetts à Lowell,.
L'ancien joueur des Bruins de Boston, Patrice Bergeron, nomme le 2 janvier 2024 Hilary Knight à titre de première capitaine de l'équipe. Jamie Lee Rattray et Megan Keller sont nommées capitaines adjointes. Le lendemain, le premier match de l'équipe est joué à domicile au Tsongas Center contre l'équipe du Minnesota qui l'emporte 3 à 2.

### Première transaction de la LPHF
Les équipes de Boston et du Minnesota sont les premières à effectuer un échange de joueuses dans la Ligue professionnelle de hockey féminin le 11 février 2024. Boston obtient les services de la défenseuse Abby Cook et de l'attaquante Susanna Tapani en échange de la défenseuse Sophie Jaques cédée à Minnesota.

### Nom de l'équipe
Le 9 septembre 2024, l'équipe, connue jusque là sous le nom d'équipe de Boston (PWHL Boston en anglais), prend le nom officiel de Fleet de Boston (Boston Fleet en anglais).

## Équipe

### Alignement actuel
| No    | Nom                   | Nat. | Position         | Arrivée                              |
| ----- | --------------------- | ---- | ---------------- | ------------------------------------ |
| +008, | Lexie Adzija          |      | Attaquante       | 2024 - Équipe d'Ottawa               |
| +020, | Hannah Brandt         |      | Attaquante       | 2023 - Vadnais Heights, Minnesota    |
| +002, | Emily Brown           |      | Défenseuse       | 2023 - Blaine, Minnesota             |
| +018, | Abby Cook             |      | Défenseuse       | 2024 - Équipe du Minnesota           |
| +022, | Jessica Di Girolamo   |      | Défenseuse       | 2023 - Mississauga, Ontario          |
| +031, | Aerin Frankel         |      | Gardienne de but | 2023 - New York City, New York       |
| +013, | Kaleigh Fratkin       |      | Défenseuse       | 2023 - Burnaby, Colombie-Britannique |
| +036, | Loren Gabel           |      | Attaquante       | 2023 - Kitchener, Ontario            |
| +017, | Taylor Girard         |      | Attaquante       | 2023 - Macomb, Michigan              |
| +097, | Jess Healey           |      | Défenseuse       | 2023 - Edmonton, Alberta             |
| +005, | Megan Keller – A      |      | Défenseuse       | 2023 - Farmington, Michigan          |
| +021, | Hilary Knight – C     |      | Attaquante       | 2023 - Palo Alto, Californie         |
| +035, | Cami Kronish          |      | Gardienne de but | 2023 - New York City, New York       |
| +077, | Nicole Kosta          |      | Attaquante       | 2023 - Mississauga, Ontario          |
| +019, | Gigi Marvin           |      | Attaquante       | 2023 - Bemidji, Minnesota            |
| +007, | Sidney Morin          |      | Défenseuse       | 2023 - Minnetonka, Minnesota         |
| +011, | Alina Müller          |      | Attaquante       | 2023 - Lengnau, Suisse               |
| +016, | Amanda Pelkey         |      | Attaquante       | 2023 - Montpelier, Vermont           |
| +047, | Jamie Lee Rattray – A |      | Attaquante       | 2023 - Kanata, Ontario               |
| +037, | Theresa Schafzahl     |      | Attaquante       | 2023 - Weiz, Autriche                |
| +009, | Sophie Shirley        |      | Attaquante       | 2023 - Saskatoon, Saskatchewan       |
| +030, | Emma Söderberg        |      | Gardienne de but | 2023 - Örnsköldsvik, Suède           |
| +088, | Susanna Tapani        |      | Attaquante       | 2024 - Équipe du Minnesota           |
| +012, | Taylor Wenczkowski    |      | Attaquante       | 2023 - Rochester, New Hampshire      |

### Réservistes
| No    | Nom              | Nat. | Position   | Arrivée                          |
| ----- | ---------------- | ---- | ---------- | -------------------------------- |
| +055, | Kelly Babstock   |      | Attaquante | 2024 - Mississauga, Ontario      |
| +014, | Caitrin Lonergan |      | Attaquante | 2024 - Roslindale, Massachusetts |